# 陳淵 (鄰水縣教諭)
陳淵（？年—？年），號泉生，瀘州九姓鄉人，由咸豐辛酉拔貢，光緒丙子中式本省第57名舉人，厯官蓬溪教諭，光緒二十二年署鄰水縣教諭